# Hiptage saïgonensis
Hiptage saïgonensis är en tvåhjärtbladig växtart som beskrevs av Pham-hoang Ho. Hiptage saïgonensis ingår i släktet Hiptage och familjen Malpighiaceae. Inga underarter finns listade i Catalogue of Life.